# Kolbäcksån
De Kolbäcksån is een rivier in het gebied Bergslagen in het midden van Zweden. De rivier is ongeveer 180 kilometer lang. Hij ontspringt in het landschap Dalarna en stroomt vervolgens door het landschap Västmanland. De rivier mondt uit in het Mälarmeer. Dit meer heeft een stroomgebied van 3100 km². Aan het meer ligt de stad Fagersta. Het Strömsholmkanaal volgt de rivier over een afstand van ongeveer 100 kilometer.

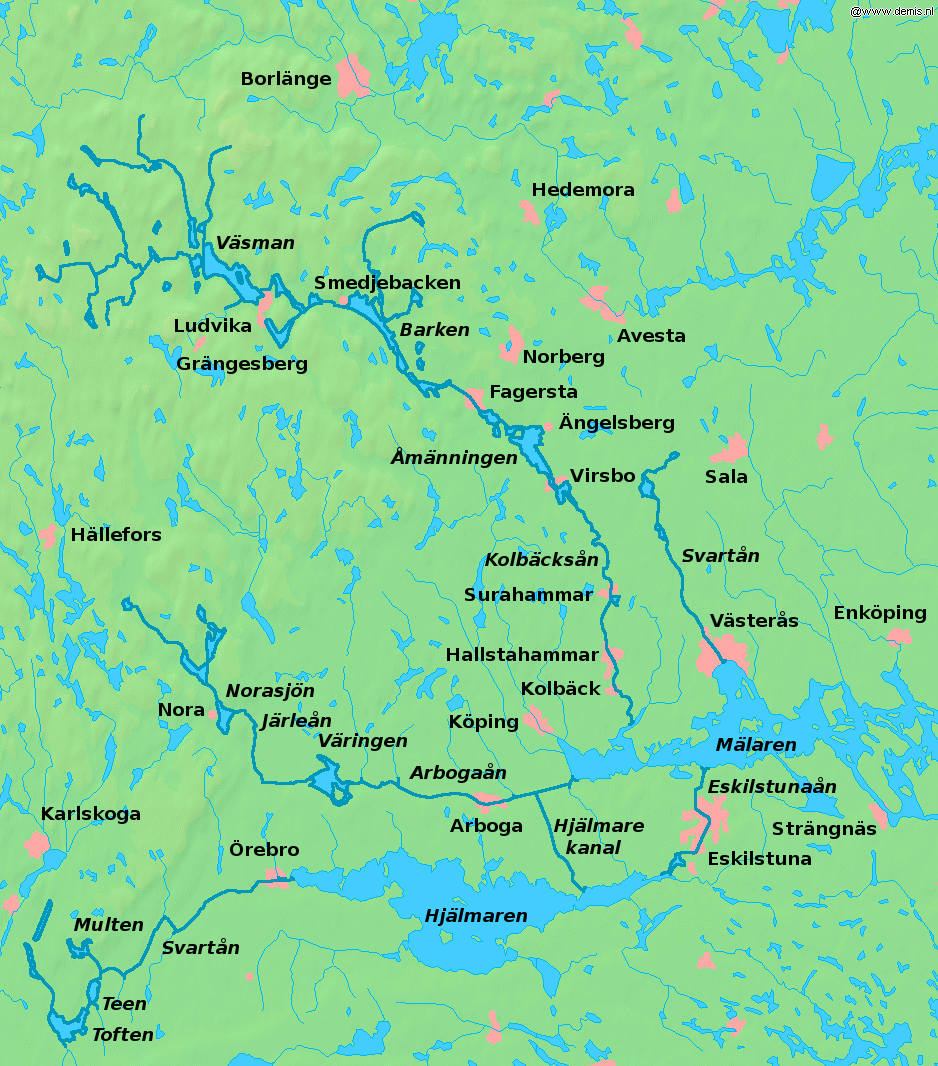
Kolbäcksån loopt van Väsman in de buurt van Ludvika tot Kolbäck en het Mälarmeer.